# Накхонратчасіма (футбольний клуб)
Накхонратчасіма (тайський สโมสรฟุตบอลจังหวัดนครราชสีมา) — тайський футбольний клуб, який базується в однойменній провінції, заснований 1999 року.

## Історія
Клуб «Накхонратчасіма» був заснований в 1999 році і перші чотирнадцять років виступав у провінційних лігах і нижніх дивізіонах тайської футбольної ліги, вперше завоювавши путівку в Тай-Лігу 1 в 2015 році.

## Стадіон

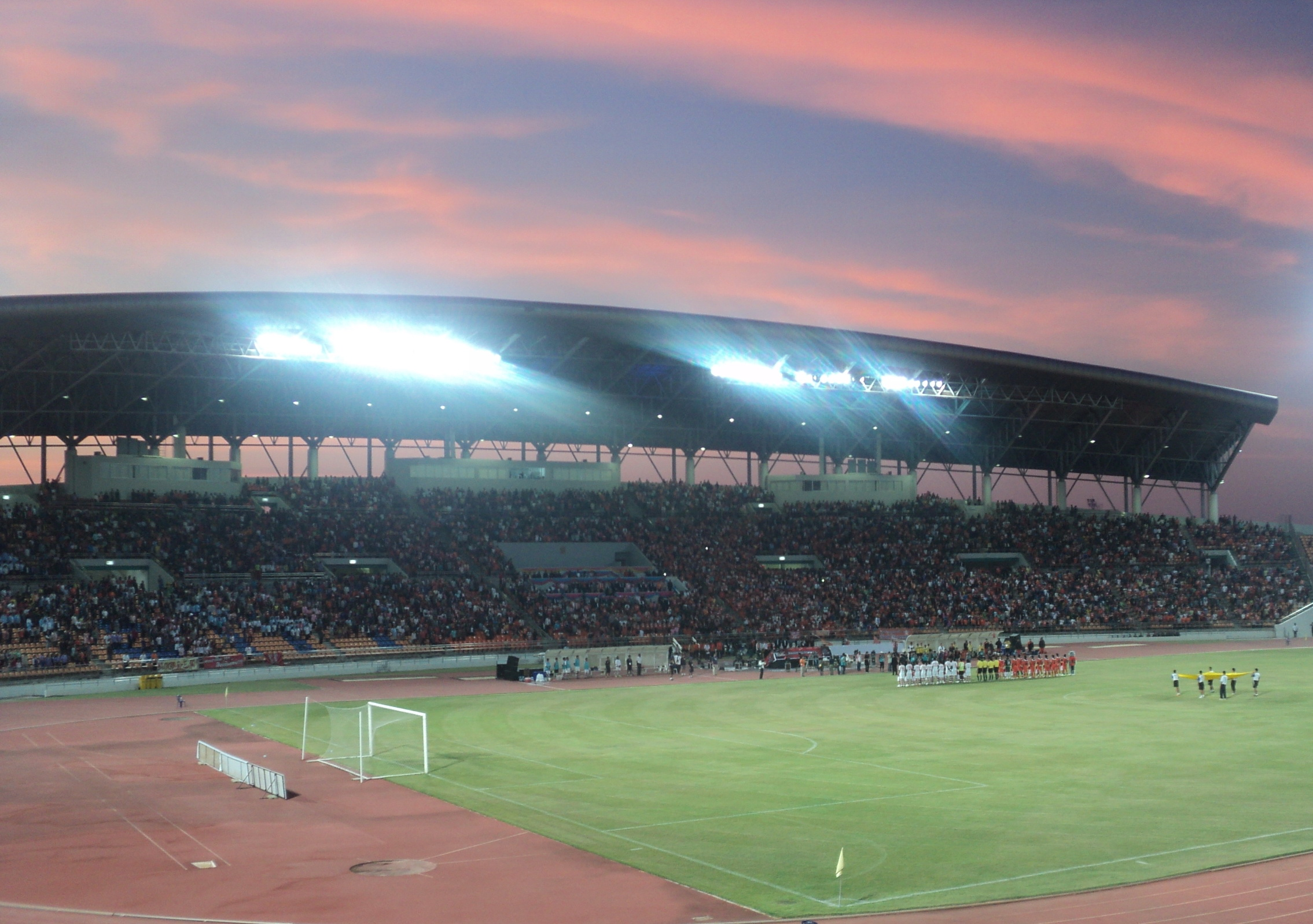
Стадіон 80-річчя в 2011 році

Клуб виступає на стадіоні 80-річчя, переїхавши на нього в середині 2008 року, а раніше грав на міському Центральному стадіоні. Вони також грали домашні ігри у місті Пак Чонг, коли Центральний стадіон був на ремонті для Морських ігор 2007 року.

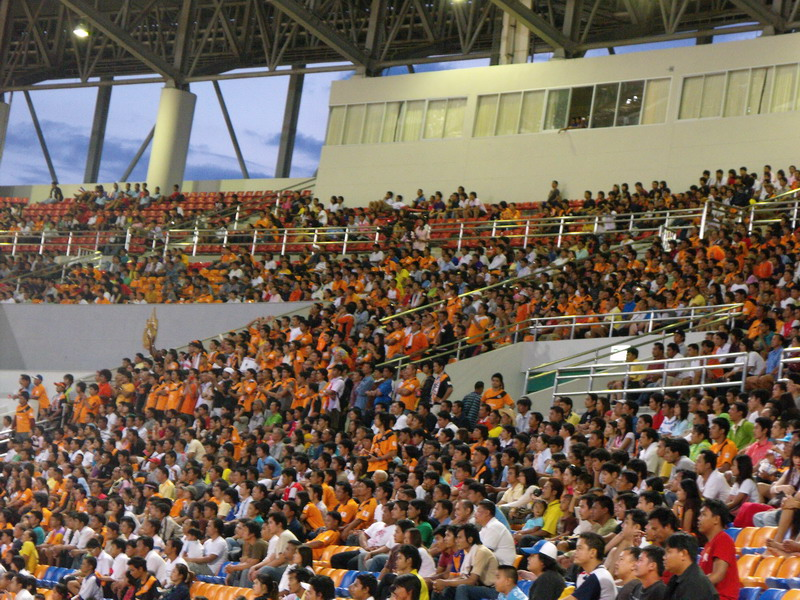
Вболівальники клубу

## Статистика за сезонами
| Сезон | Ліга        | Ліга | Ліга | Ліга | Ліга | Ліга | Ліга | Ліга | Ліга | Кубок Таїланду | Кубок ліги | Кубок Короля | Ліга чемпіонів АФК | Найкращий бомбардир   | Найкращий бомбардир |
| Сезон | Дивізіон    | І    | В    | Н    | П    | ГЗ   | ГП   | О    | М    | Кубок Таїланду | Кубок ліги | Кубок Короля | Ліга чемпіонів АФК | Ім'я                  | Голів               |
| ----- | ----------- | ---- | ---- | ---- | ---- | ---- | ---- | ---- | ---- | -------------- | ---------- | ------------ | ------------------ | --------------------- | ------------------- |
| 2007  | DIV 1 (ІІ)  | 22   | 7    | 7    | 8    | 27   | 25   | 28   | 9    | –              | –          | –            | –                  | Н/Д                   | Н/Д                 |
| 2008  | DIV 2 (ІІІ) | 20   | 9    | 4    | 7    | 36   | 19   | 31   | 4    | –              | –          | –            | –                  | Н/Д                   | Н/Д                 |
| 2009  | DIV 2 (ІІІ) | 20   | 12   | 7    | 1    | 50   | 21   | 43   | 2    | 1/4            | –          | –            | –                  | Н/Д                   | Н/Д                 |
| 2010  | DIV 2 (ІІІ) | 30   | 14   | 9    | 7    | 51   | 37   | 51   | 4    | Р1             | Р1         | –            | –                  | Н/Д                   | Н/Д                 |
| 2011  | DIV 2 (ІІІ) | 30   | 18   | 8    | 4*   | 62   | 25   | 60*  | 3    | Р1             | Р1         | –            | –                  | Н/Д                   | Н/Д                 |
| 2012  | DIV 1 (ІІ)  | 34   | 12   | 10   | 12   | 31   | 43   | 47   | 8    | Р4             | Р2         | –            | –                  | Промпхонг Крансумронг | 16                  |
| 2013  | DIV 1 (ІІ)  | 34   | 15   | 9    | 10   | 49   | 35   | 54   | 5    | Р3             | 1/2        | –            | –                  | Юсуке Като            | 14                  |
| 2014  | DIV 1 (ІІ)  | 34   | 19   | 11   | 4    | 56   | 27   | 68   | 1    | Р4             | 1/2        | –            | –                  | Іван Бошкович         | 18                  |
| 2015  | TPL (І)     | 34   | 13   | 10   | 11   | 37   | 43   | 49   | 8    | Р3             | Р3         | –            | –                  | Бйорн Ліндеманн       | 7                   |
| 2016  | TL (І)      | 31   | 10   | 5    | 16   | 30   | 44   | 35   | 11   | Р1             | Р2         | –            | –                  | Марко Тагбажумі       | 9                   |
| 2017  | T1 (І)      | 34   | 10   | 11   | 13   | 42   | 48   | 41   | 12   | Р2             | Р1         | –            | –                  | Пауло Рангел          | 11                  |
| 2018  | T1 (І)      | 34   | 13   | 8    | 13   | 36   | 44   | 47   | 7    | Р1             | 1/2        | –            | –                  | Леандро Ассумпсао     | 7                   |

## Тренери
- Ман Чантанам 2007 –2009
- Вачіан Чаонсрі 2009 –2010
- Тевеш Камолсін 2010 –2011
- Arjhan Srong-ngamsub 2012 –2013
- Руйтер Морайра 2013
- Сугао Камбе 2013 –2016
- Милош Йоксич 2016 –